# Mellan-Grevie kyrka
Mellan-Grevie kyrka är en kyrkobyggnad i Mellan-Grevie. Den tillhör Vellinge-Månstorps församling i Lunds stift.

## Kyrkobyggnaden
Innan den nuvarande kyrkan byggdes brukade församlingen en romansk absidkyrka, belägen söder om den nuvarande.
Den nuvarande kyrkan uppfördes 1892-1894 i nygotisk stil efter ritningar av arkitekt Salomon Sörensen. Kyrkan är byggd av rött tegel och består av ett rektangulärt långhus med vapenhus och sakristia vid södra sidan. Vid nordvästra sidan finns ett kyrktorn med tornspira. Taken är klädda med skiffer.
Vid en renovering 2002 avlägsnades kyrkbänkarna som ersattes med lösa stolar.

## Inventarier
- Altartavlan är målad av Frans Krebs och är en kopia av Carl Blochs tavla "Christus consolator".
- En tavla föreställande nattvarden fanns troligen i gamla kyrkans altaruppsats.
- En ljuskrona av kristall och mässing är från 1885. En ljuskrona av mässing är från 1890.
- En kyrkklocka av malm, som fortfarande är i bruk, är gjuten 1601.

### Orgel
- Tidigare användes ett harmonium i kyrkan.
- Nuvarande mekaniska orgel med 18 stämmor och två manualer som tillkom 1957 är tillverkad av Mårtenssons orgelfabrik. Tidigare orgel från 1838 saknade pipor.

| Huvudverk I     | Svällverk II      | Pedal         | Koppel |
| Gedackt 8'      | Rörflöjt 8'       | Subbas 16'    | I/P    |
| Principal 4'    | Nachthorn 4'      | Kvintadena 4' | II/P   |
| Waldflöjt 2'    | Principal 2'      |               | II/I   |
| Mixtur 3-4 chor | Kvinta 1 1/3'     |               |        |
|                 | Crescendosvällare |               |        |

## Tidigare personal omnämnda
Magister och kyrkoherden över Mellangrevie och Ågarps (Åkarp) församlingar Andreas Hvaling, avled 19 januari 1775, 66 år, efter 4 års sjukdom. Blev begraven i Mellangrevie 1 mars samma år. Han var också vicepastor och klockare.
Efterträdaren kyrkoherde Sven Christian Karström över Mellangrevie och Åkarp församlingar blev befordrad 2 september 1776 till tjänsten. Avled där 22 juni 1796, 72 år. Familjen bodde i gården nr. 11 Karstorp.
Kyrkoherden Jöns Brorström (förordnad 11 juli 1797) över Mellangrevie och Åkarps församlingar avled 3 december 1802. Han efterträddes av Anders Holst (tillförordnad 14 februari 1805) som tidigare haft tjänst som vice pastor där från 1803.